# Filinto de Almeida
Filinto de Almeida, (Oporto, 4 de diciembre de 1857 — Río de Janeiro, 28 de enero de 1945) fue un poeta y dramaturgo luso-brasileño y uno de los fundadores y primeros miembros de la Academia Brasileña de Letras.

## Obras
- Lírica (volumen de poesías)
- O Defunto (obra teatral)

- Datos: Q2917461
- Multimedia: Filinto de Almeida / Q2917461